# Сукман
Сукманът представлява дълга и широка (свободна) рокля без ръкави. За разлика от туниката, която се носи обикновено върху панталон и е по-къса, сукманът се носи като рокля. Разликата с роклята е, че сукманът се носи върху блуза или тениска. Изработва се от здрав плат, най-често джинсов.
Сукманът е основна характеристика на традиционната българска сукманена носия. Изработва се предимно от дебел вълнен плат (аба), но се срещат и ушити от ленен и памучен плат.